# Беляев-Гинтовт, Алексей Юрьевич
Алексе́й Ю́рьевич Беля́ев-Гинто́вт (род. 2 ноября 1965, Москва) — российский художник. Придерживается идейных взглядов имперского авангарда и левого евразийства. Социалист. С 26 мая 2014 активный участник Донбасских событий. Ультра-правый националист. Участник Международного Евразийского Движения, возглавляемого Александром Дугиным. Лауреат «Премии Кандинского» за 2008 год в номинации «Проект года».

## Биография
Родился 2 ноября 1965 года в Москве. В 1985 г. окончил Московский архитектурно-строительный техникум (отделение жилых и общественных сооружений) с красным дипломом.
В 1985—1988 гг. обучался в МАРХИ (факультет жилых и общественных сооружений).
В 1988—1990 гг. обучался в «МИР 1» («Мастерская Индивидуальной Режиссуры») Б. Юхананова («Свободная Академия», Москва — Ленинград).
В 1990 г. возглавил первую в Москве студию кабельного телевидения.
В 1990—1994 гг. — участник группы «Лаборатория мерзлоты» (совместно с С. Кусковым и К. Преображенским).
В 1991 году занял первое место на «Первом международном фестивале видеоарта» (Ленинград).
В 1992—1993 гг. — художник журнала интерпретационного искусства «Место печати».
В 1995 году — стипендиат Международной ассоциации изобразительных искусств — АИАП (ЮНЕСКО), Париж.
С 1996 г. — участник движения «Новый Русский Классицизм», Санкт-Петербург.
В 1998 году — создатель закрытого клуба «Край» (Москва, 1 апреля — 1 сентября 1998).
В 2000—2002 гг. — участник группы «Ф. С. Б.» («Фронт Спокойного Благоденствия»), совместно с А. Молодкиным.
В 2002—2003 гг. — стилист партии «Евразия».
С 2005 г. — наставник Евразийского Союза Молодежи.
В 2008 году Алексей Беляев-Гинтовт был награждён премией Кандинского в номинации «Лучший проект года» за выставку «Родина-Дочь»
С 2014 года активный участник Донбасских событий.
В 2017 г.—2020 гг. был членом Общественной Палаты Союзного государства России и Белоруссии.
В 2017 г. — году возглавил секцию визуальных искусств Русского Художественного союза.
С 2023 г. — член экспертного совета Движения «Русская мечта».

## Взгляды
На его счету 49 персональных выставок и больше 150 групповых. Его авторскую манеру действительно трудно определить, исходя из привычной искусствоведческой каталогизации. Большой русский стиль — на этом определении настаивает сам Гинтовт. Для него это означает вовсе не декоративная этнографичность, а скорее геополитический масштаб образов, рождённых из богатейших недр русской евразийской традиции. Убежденный евразиец, последователь Льва Гумилева и Александра Дугина, Гинтовт видит в России шанс на объединение мира под знаменами Востока и Запада. Его работы — это всегда поиск «третьего пути» и в живописи, и в геополитике.

Тема Второй мировой войны и Великой Победы не обошла стороной российское современное искусство, став объектом многочисленных художественных произведений и поводом для творческих поисков. В то же время немногие художники способны в текущей социокультурной ситуации отважиться и работать со столь щепетильной темой в силу разных причин. При этом каждое поколение создает и переживает реактуализацию памяти о событиях прошлого, в частности, о войне и победе. Примером этого процесса служит представленная в качестве заключительного звена выставки «Триумф победителей» обращенная в будущее серия работ Алексея Беляева-Гинтовта, которая называется «Парад Победы 2937». В ней создает мир будущего, в котором много что поменялось, по сравнению с сегодняшним днем, но осталась преемственность ритуалов и традиций — опора для конструирования общества будущего. Эта серия представляет собой уникальную для российского современного искусства возможность художественного изучения феномена памяти о победе и напоминанием о её вечности и незыблемости. Серия является не только художественной попыткой приблизиться к этой теме, но и намерением рассмотреть память о победе со стороны сопредельных доступных полей гуманитарного знания. Представление воспоминаний как повторяющегося паттерна и визионерская составляющая на столь дальнюю перспективу, работа с темпоральностью — эти элементы творческого осмысления темы памяти позволяют говорить о смелом и при этом ответственном ходе, который показывает художник..

## Персона недели: Алексей Беляев-Гинтовт
Алексей Беляев-Гинтовт — художник-визионер, осмысляющий будущее путем обращения к традиции
Меня всегда интересовала эпоха великих свершений, люди проекта, эстетика большого стиля. Если в настоящее время мы уверенно можем сказать, что никакой большой проект себя не проявляет, то, несомненно, возникнет интерес оглянуться назад (Алексей Беляев-Гинтовт).
Алексей Беляев-Гинтовт — это такая узловая станция, которая стоит на стыке искусства, войны политики и философии, и к этой станции постоянно подходят гружёные тяжелые поезда.
Гинтовт у себя в творческой мастерской создал лабораторию, где среди полуночного зноя электрических ламп, среди невыносимого блеска зеркал рождается феномен Большого стиля.
В его священном инкубаторе созданы специальные условия. Здесь по-особому устроен свет, здесь звучит особая музыка, сюда приходят особые, специальные люди.
Алексей Юрьевич Беляев-Гинтовт (р. 2 ноября 1965 г.) неоднократно утверждал и утверждает, что «никогда не покушался на живопись», его работы неизменно графичны, вплоть до неких встроенных, вшитых в них проекций скульптурности и даже архитектурности, трактуемых через пространство месторазвития, — пространство, которым в его личном случае выступает евразийский континент в русской ипостаси примерно тысячелетнего возраста: как в будущее, так и в прошлое. Опять же, оно, это пространство, — не какая-то заданная извне точка отсчёта, а результат собственного действия, где личная пластика художника (в том числе в технике ручной печати) продолжает и дополняет собой движение тектонических плит и народов, а сусальное золото как основа создаваемых полотен, это безусловное концентрированное выражение и геологического, и исторического, только подтверждает данное обстоятельство («Последовательность такова: вера — метафизика — философия — политика… искусство — там же, где философия», — заявлял Алексей Беляев-Гинтовт в одном из своих интервью).
В студии Царьград ТВ в разговоре о цензуре в современном искусстве Беляев-Гинтовт сопоставил различия православного и протестантского богословия с различиями в восприятии изобразительного искусства: «Мне представляется, что иконоборчество и иконопочитание в изобразительном искусстве и производном от него пластическом искусстве — вот это и есть колоссальный водораздел, где никакого взаимопонимания быть не может. Наша образная система, первообраз в её основе, и безобразие коллективного Запада». Известен своими радикальными милитаристскими взглядами, художник изготавливает плакаты, где Родина с суровым лицом известной арт-тусовщицы Насти Михайловской протягивает, как хлеб-соль, то золотой топор с оптическим прицелом, то автомат Калашникова, а подписи гласят: «Мы вернем все», «Слава русскому оружию!», «Наш сапог свят», «Севастополь — русский город» и т. д. и т. п. Поддерживает войну в Украине

## Музеи и коллекции
Работы Алексея Беляева-Гинтовта представлены в собраниях ряда музеев и частных коллекциях:
- Государственная Третьяковская галерея;
- Государственный Русский Музей;
- Московский музей современного искусства;
- Московский дом фотографии;
- Государственный центр современного искусства, г. Москва;
- Коллекция Академии изящных искусств Т. Новикова, Санкт-Петербург;
- Новый музей, Санкт-Петербург;
- Нижнетагильский музей изобразительных искусств;
- Коллекция Р. А. Кадырова, г. Грозный;
- Фонд культуры «Екатерина», г. Москва;
- Коллекция Феликса Комарова;
- Коллекция фонда современного искусства им. С. Курехина, г. Санкт-Петербург;
- Коллекция Шалвы Бреуса;
- Коллекция Умара Джабраилова;
- Коллекция Элтона Джона;
- Коллекция Виктора Бондаренко;
- Государственный Музей Политической Истории России, г. Санкт-Петербург;
- Коллекция фонда RuArts;
- Государственный музей истории космонавтики имени К. Э. Циолковского, г. Калуга;
- ВЕЛЛУМ — выставочный центр;
- Федеральный музей юга России - Российская галерея искусств. Севастополь.

## Выставки
- 1991 — «Ой?» (совместно с К. Преображенским). («ЛМ»). Музей революции, Москва
- 1991 — «Он» (совместно с К. Преображенским). («ЛМ»). Галерея «Школа», Москва
- 1991 — «Ор» (совместно с К. Преображенским). («ЛМ»). Музей Калинина, Москва
- 1991 — «Оп» (совместно с К. Преображенским). («ЛМ»). Галерея-оранжерея, Москва
- 1992 — «Ох» («Вставка») (совместно с К. Преображенским). («ЛМ»). Музей палеонтологии, Москва
- 1993 — «Пасха» («Вставка»). («ЛМ»). Галерея «10 х 10», Санкт-Петербург
- 1994 — «U-87» (совместно с К. Преображенским). Галерея «Риджина». Москва. Мюнхен «Кунстхалле»
- 1994 — «Вызывает дух». XL Галерея, Москва
- 1994 — «Стерилизация вещества». Галерея «Obscuri viri», Москва
- 1995 — «Челюсти-3». XL Галерея, Москва
- 1995 — «О гусь, ты тройка!» (совместно с К. Преображенским), Нюрнберг, Германия
- 1996 — «Нижинский. Платиновый век». Argentine, Париж, Франция
- 1996 — Platina Aetas — 1 (совместно с А. Молодкиным). Galerie de la Cite, Internationale des Arts, Париж, Франция
- 1996 — Platina Aetas − 2 (совместно с А. Молодкиным). Salle d`expositions a`la Chapelle saint-Louis, Париж, Франция
- 1996 — Platina Aetas — 3 (совместно с А. Молодкиным). Galerie Nast a` Paris, Париж, Франци
- 1996 — «Всадники. Платиновый век» (совместно с И. Дмитриевым). Музей Новой Академии Изящных искусств, Санкт-Петербург
- 1997 — La Lance de Wotan (совместно с А. Молодкиным). «AB» Galeries, Париж, Франция
- 1997 — «850». XL Галерея, Москва
- 1998 — «Детям до шестнадцати» XL Галерея, Москва
- 1998 — «Образ Врага» Salle d`expositions a`la Chapelle saint-Louis, Париж, Франция
- 1999 — Solo. «Якут галерея». Ротонда. Москва.
- 2000 — «Новоновосибирск» совместно с А.Молодкиным) Salle d`expositions a`la Chapelle saint-Louis, Париж, Франция
- 2000 — «Фотобиеннале’200» (А. Беляев-Гинтовт, А. Молодкин и Г. Косоруков) Москва Большой Манеж
- 2001 — «Новоновосибирск» Группа «Ф. С. Б.» (А. Беляев-Гинтовт, А. Молодкин и Г. Косоруков) Государственный Русский Музей, Санкт-Петербург
- 2001 — Pax Russica (совместно с А. Молодкиным). Музей Новой Академии Изящных искусств, Санкт-Петербург
- 2001 — «Сновидение Samsung» (совместно с А. Молодкиным). Музей сновидений им. З. Фрейда, Санкт-Петербург
- 2001 — «О спорт, ты мир». Группа «Ф. С. Б.». «Частная галерея», Санкт-Петербург
- 2001 — «Новоновосибирск». Группа «Ф. С. Б.». Музей архитектуры, Москва
- 2002 — «Полюс» Группа «Ф. С. Б.». Галерея «Orel Art», «Salle d`expositions a`la Chapelle saint-Louis», Париж, Франция
- 2003 — «Афины» (Совместно с М.Розановым) «Айдан Галерея», Москва
- 2003 — Skin-Xits, Fine-art, Москва
- 2004 — «Звезда», «Якут галерея», Москва
- 2004 — «Люди длинной воли», ДК «В Почёте», Москва
- 2005 — «Боевые страницы», Крокин галерея, Москва
- 2005 — «Privatio», «Якут галерея», Москва
- 2006 — «Съезд», ВДНХ павильон «Культура», Москва
- 2006 — «Почва», «Якут галерея», Москва
- 2008 — «Родина-Дочь», Галерея «Триумф», Москва
- 2010 — «Парад Победы», Галерея «Триумф», Москва
- 2010 — «Хадж Ахмат-Хаджи», Центральный Дом Культуры города Грозного
- 2012 — «55° 45′ 20.83″ N, 37° 37′ 03.48″ E», Галерея «Триумф», Москва
- 2013 — «Жест», Крокин галерея, Москва
- 2017 — «Порядок» (Совместно с М.Розановым) Галерея RuArts, Москва
- 2017 — «Путь» Крокин Галерея, Москва
- 2017 — «Х». Московский музей современного искусства (представляет галерея «Триумф»), Москва
- 2020 — «Мечта» (совместно с М. Розановым). Галерея RuArts, Москва
- 2020 — «Аполлон. Проявление». Выставочный зал МХАТ им. М. Горького, Москва
- 2021 — «Ангара». Крокин-Галерея, Москва
- 2021 — «Триумф победителей», 11.02.2021 — 31.03.2021. Музей Победы, Москва
- 2022 — «Послезавтра». Государственный музей истории космонавтики имени К. Э. Циолковского, Калуга
- 2022 — «Предрассветное −1». Центральный Дом Российской Армии, Москва
- 2023 — «Даша» Экспозиция памяти Д. Дугиной. Музей Победы, Москва
- 2023 — «Послезавтра 2». Культурно-просветительский центр «День».
- 2024 — «Предрассветное» (совместно с А. Комовым). Галерея DC Gallery

- 1987, Выставка группы «Ирис». Пересветов переулок, Москва
- 1987, «Ирис». Выставка в редакции журнала «Техника-молодежи», Москва. Первый фестиваль LoveStreet
- 1990, SAINT-PARADIZE. Выставочный зал на Петровских линиях, Москва
- 1990, «Индивидуальные мифологии — новые образы». Дворец молодежи, Москва
- 1990, «От лубка до инсталляции». Дворец искусства, Минск
- 1990, «Линии мягкие и жесткие». Выставочный зал на Петровских линиях, Москва
- 1991, «Монохром». «Каширка», Москва
- 1991, «Агасфер». («ЛМ»). Дворец молодежи, Москва
- 1991, «АРТ МИФ 2». («ЛМ»). Манеж, Москва
- 1991, «Новеченто». («ЛМ»). L Галерея. Центральный дом художника, Москва
- 1991, «Дух и почва I». Выставочный зал «На Каширке», Москва
- 1992, «Диаспора» («ЛМ»). Центральный дом художника, Москва
- 1992, «Проекты». Государственный Русский музей, Санкт-Петербург
- 1992, «В здоровом теле — здоровый дух». Фестиваль современного искусства. Центральный выставочный зал, Смоленск
- 1992, «Искусство из первых рук, или Апология застенчивости». Галерея «Риджина», Москва
- 1993, «Искусство как власть, власть как искусство». Центральный дом художника, Москва
- 1993, Презентация журнала «Место печати» (совместно с К.Преображенским). ЦСИ, Москва
- 1993, «Белые ночи». Якут Галерея, Москва
- 1993, «Новые территории искусства». Государственный Художественный музей, Красноярск
- 1993, Two Museums. Sala Communale, Рим, Чампино, Вилетра, Италия
- 1993, «Местное время». Петровский бульвар, Москва
- 1994, «Chicago International Art Expo». XL Галерея. Chicago, USA
- 1994, «Победа и поражение». Галерея Obscuri viri, Москва
- 1994, «Ночь искусства». Ночной клуб «Пилот», Москва
- 1994, «Свободная зона». ТИРС. Краеведческий музей; Художественный музей, Одесса
- 1994, EUROPA-94. Munich Order Center (MOC), Мюнхен, Германия
- 1994, «Пограничные зоны искусства». Фестиваль современного искусства. Художественный музей, Сочи
- 1995, «Дух и почва II». Выставочный зал «На Каширке», Москва
- 1995, Kyiv Art Meeting. XL Галерея. Центр «Украинский Дом», Киев, Украина
- 1995, Interregnum. Verlag fыr Modern Kunst. Нюрнберг, Германия
- 1995, «Художник и модель». Галерея Moscow Fine Art, Москва
- 1995, «Мультипликация» (из коллекции современного искусства Музея-заповедника «Царицыно»). «Каширка», Москва
- 1996, Russische und Ukrainishe Kunstlerbucher. Мюнхен, Германия
- 1996, «Секреты». Патриаршие пруды. Москва
- 1996, Московский Форум Художественных Инициатив. Малый Манеж, Москва
- 1996, Международная художественная ярмарка АРТ-МОСКВА. ЦДХ, Москва
- 1996, Первый московский Фестиваль фотографии. Дом художника на Кузнецком мосту, Москва
- 1996, L`Exposition. Galerie de la Cite Internationale des Arts. Париж, Франция
- 1996, «В гостях у сказки». ЦСИ, Москва (каталог)
- 1996, «Художественные мастерские Москвы». Берлин, Германия
- 1997, «1й Московский Международный Форум Художественных Инициатив»
- 1997, «Тенденции и основы». Манеж, Москва
- 1997, «Мир чувственных вещей в картинках — конец XX века», галерея М`АРС. ГМИИ им. А. С. Пушкина, Москва
- 1997, Art manege’97. Манеж, Москва
- 1998, «Про любовь». Будапешт, Хельсинки
- 1998, «Фотобиенале’98» Манеж, Москва
- 1998, «Копии Царя Соломона». Галерея «Точка», Москва
- 1998, «250 тысяч миль». Галерея Якут. Манеж, Москва
- 1998, «3й Московский Международный Форум Художественных Инициатив» Айдан Галерея, Москва.
- 1998, «Фестиваль Солнцеворот» Балтийский дом СПб.
- 1999, «АРТ Москва» ЦДХ г. Москва.
- 1999, «АРТ Манеж», «Евразийская Зона». Манеж, Москва
- 2000, «Динамические пары». Галерея Гельмана. Манеж, Москва. Государственный Русский музей, Санкт-Петербург
- 2000, Галерея «Глаз». «5й Московский Международный Форум Художественных Инициатив». Манеж, Москва
- 2000, «Коллекция Г. Осецимской»
- 2000, Фотобиенале ГЦВЗ Малый Манеж
- 2000, Kunstmarkt.Drecden. Германия
- 2001, Savanarolla 2. Галерея Гельмана, Москва.
- 2000, Галерея «Глаз». Манеж, Москва.
- 2001, PARIFOTO. Париж.
- 2001, «АРТ Манеж». Манеж, Москва.
- 2002, «Парфенон». МУАР, Москва.
- 2002, «Нарцисс». Галерея Якут. Бутик James, Москва
- 2002, «Фотобиенале 2002», Москва
- 2002, «Портрет», Fine-art, Москва
- 2003, «Арт Ярмарка», Fine-art, Санкт-Петербург
- 2003, «Арт Москва» (Айдан гал; Fine-art гал.) Б. Манеж, Москва
- 2003, «Новое начало/современное искусство из Москвы», Дюссельдорф, Германия.
- 2003, «Направление-запад/ Машина времени» галерея «Кино» Новый Манеж, Москва
- 2003, ART DIGITAL. ЦСИ Марс, Москва.
- 2003, «Пятая биеналле графики», Новосибирск
- 2003, «Черно-белое кино», Галерея Кино, Малый Манеж
- 2004, «10 лет Новой Академии», Новая Академия, Санкт-Петербург
- 2004, «Арт-Москва» (Якут-галерея), ЦДХ, Москва
- 2004, «Арт-Манеж», Новая Академия, Санкт-Петербург
- 2004, «Север-Юг», (галерея Кино), Новый Манеж, Москва
- 2004, «Гендер», Музей Современного Искусства (Первая Московская Биеналле)
- 2004, «Ч\Б», Галерея Гисич, Санкт-Петербург — Крокин галерея, Москва
- 2005, «Лёд 1», КЦ Школа драматического искусства А. Васильева
- 2005, «Боевые страницы», Крокин галерея
- 2005, «Киты сезона», Крокин галерея
- 2005, «Лёд 2», Галерея Кино
- 2005, IX Биеналле графики, Калининград
- 2005, «Луна и звезды», Якут Галерея, Москва
- 2005, 1-я Московская биеннале современного искусства
- 2005, «Арт-Москва», Якут Галерея, Москва
- 2005, Проект Победа. Монументы. Москва
- 2006, Натюрморт / Игры с контекстом
- 2006, «Русский Павильон», Якут Галерея, Яхт клуб, Москва
- 2006, «Новые поступления», Третьяковская Галерея, Москва
- 2007, «Арт-Москва»
- 2007, «Барокко», Московский музей современного искусства, Крокин Галерея, Москва
- 2007, «Соц Арт: Современное политическое искусство России», Москва-Париж
- 2008, «Пьета», Галерея Триумф, Арт- Москва
- 2008, «Арт-Клязьма»
- 2008, «Власть Воды» Государственный Русский Музей, Санкт-Петербург
- 2008, "Номинанты «Премии Кандинского». Центральный Дом Художника, Москва
- 2008, «Mockba!» Галерея Volker Diehl, Берлин
- 2008, «Дэд Мороз» Галерея Триумф
- 2009, «Биеннале» ОАЭ
- 2009, «Женщина в искусстве: образы, роли, перспективы», Москва
- 2009, «Искусство про искусство» Государственный Русский Музей, Санкт-Петербург
- 2012, «Скажи-ка, дядя…», Крокин гал. Москва
- 2013, «Сны для тех, кто бодрствует» Московский музей современного искусства
- 2013, «Родина» гал. Гельмана Музейный центр г. Красноярск * 2013 «Новый русский реализм»-«Арт Москва» ЦДХ
- 2013, «Новый русский реализм»-« Арт Москва» ЦДХ
- 2013, «Реконструкция — 1 (1990—2000)»- Фонд культуры «Екатерина» г. Москва
- 2014, «Неизвестная страна художников»- гал. Гельмана Музейный центр г. Красноярск
- 2014, ZOO, Крокин галерея и Московский Зоологический музей МГУ им. М. В. Ломоносова, Москва
- 2015, «Победа как новый эпос», Крокин галерея и Российская Академия Художеств, Москва
- 2015, «Русский реализм 21 век»- Музей современной истории России г. Москва
- 2015, «Обогащение реальности»- выставочный зал А3 г. Москва
- 2015, «Сломанный воздух»- Музейный центр г. Красноярск
- 2015, «Россия. Реализм 21 век.» — Русский Музей СпБ
- 2015, «Цифровое зазеркалье» — Москва МГХПА им. Строганова г. Москва
- 2015, «Абсолютная красота» — гал. Ural Vision Музей Людвига г. Будапешт
- 2015, «Помехи в порядке вещей» — в.з. «Рабочий и колхозница» г. Москва
- 2016, «Тотемов тьма» — Музейный центр г. Красноярск
- 2016, «Личное дело» — в.з. «Рабочий и колхозница» г. Москва
- 2016, «Реконструкция — 2 (2000—2016)»- Фонд культуры «Екатерина» г. Москва
- 2016, «Коллекция Феликса Комарова». Манеж, Москва
- 2016, «Обогащение реальности» — г. Смоленск
- 2016, «Время кино» — Павильон РОСИЗО на ВДНХ
- 2016, «Актуальная Россия. Среда обитания» — Музей современной истории России г. Москва
- 2016, «Цифровое зазеркалье — 2» галерея на Нагорной г. Москва
- 2016, «Космос. Реконструкция мифа.» — ЦМС им А. С. Попова г. Спб
- 2017, «Путешествие внутри картины» ЦВЗ Гомель Белорусь.
- 2017, «Неизвестный Новый» — Музей им. Аслана Чехоева г. Спб
- 2017, «Цифровое зазеркалье−3». Москва, в. з. «Нагорная»
- 2017, «Право на грядущее» МИСП Спб
- 2017, «Трансформ 10-10», галерея «ЭТАЖИ» Спб
- 2017, «Актуальная Россия — 3» Москва Музей декоративно-прикладного творчества Москва.
- 2018, 6-е Рождественские Парламентские встречи. «Культурное наследие как источник вдохновения» Государственная Дума Р. Ф. Москва
- 2018, «Актуальная Россия» Музей им. Радищева Саратов, Уфа.
- 2018, «Непровойну» Музей декоративно-прикладного творчества Москва.
- 2018, «Другие берега» ЦВЗ Манеж СПб «Триумф» Галерея
- 2018, «Новые романтики» Порт Севкабель СПб
- 2018, «Русско-Китайские сезоны» Москва-Пекин дизайнерский бизнес-центр NEO GEO.
- 2018, «Мемуары». Новый Манеж, Москва
- 2019, «Романтики ХХ!». Выставочный зал Волгоградского музея изобразительных искусств имени И. И. Машкова.
- 2019, «Актуальная Россия. Взрослый выбор». Всероссийский музей декоративно-прикладного искусства, Москва
- 2019, «Арт-шоу современного искусства DAMOSCOW». Гостинный двор, Ильинка 6, Москва
- 2019, «8 дней», от проекта «После Иконы». Кафедральный собор Святых Петра и Павла, Москва
- 2019, «Культурный код ВДНХ». Павильон «Карелия», ВДНХ, Москва
- 2019, «Фестиваль Таврида-АРТ», Крым
- 2019, «Мяч в искусстве». Москва, Крафт- галерея; Уфа, Государственный Художественный музей имени М. В. Нестерова; Национальный музей Казахстана
- 2020, «Зимний сад». Крокин галерея — Академия художеств, Москва.
- 2020, 65-я ярмарка искусств BRAFA, Брюссель
- 2020, Парк «Зарядье», спектакль-экскурсия «Ночь на выставке», Москва
- 2020, «Послебеды 2.0». Музейный центр «Площадь Мира», Красноярск
- 2020, 1-я Московская арт-премия, номинанты. Медиацентр Зарядье.
- 2020, «# три_АктРоссия». Подземный музей парка Зарядье.
- 2021, «Музей Гагарина», Крокин галерея
- 2021, «Архитопия», Ararat Park Hyatt Moscow
- 2021, «AРТКОНТАКТ», Стамбул
- 2021, Русский дом в Анкаре / Rus Evi Ankara
- 2021, «ЗОДЧЕСТВО». Спецпроект «Истина в памяти». Гостиный двор, Москва
- 2021, «Премия Кандинского. 15 лет» (ГЦСИ Нижний Новгород — Арсенал)
- 2022, «На грани графики». Волгоградский музей изобразительных искусств имени И. И. Машкова
- 2022, «ЗОДЧЕСТВО». Спецпроект «Завтра». Гостиный двор, Москва
- 2023, «Русский стиль». Дизайн-пространство RASKROI, Санкт-Петербург
- 2023, «ЗОДЧЕСТВО». Спецпроект «Маяки Русского мира», спецпроект «Сверхновая Москва 2.0». Гостиный двор, Москва
- 2024, «СТАЛЬ». Национальная Библиотека Республики Татарстан. Казань. Далее : в Москве, Краснодаре, Анапе, Тольятти, Нижнем Новгороде, Донецке, Воронеже.
- 2024, «Время Z». Галерея ЛИМ. Москва.
- 2024, «Предрассветное — Сталь». Общественная Палата Российской Федерации. Москва.
- 2024, «Цветы для Афины и Афродиты» Галерея Пересветов переулок. Москва.
- 2024, «ГАГАРИН». Государственный музей истории космонавтики имени К. Э. Циолковского, Калуга
- 2024, «Игры цвета» — Всероссийский музей декоративного искусства в Москве
- 2024, «Русский Стиль» ВДНХ Павильон ДНР
- 2024, «РУССКИЙ СТИЛЬ.СТАЛЬ». Государственный Художественный музей. Донецк.
- 2024, «Насекомые» проекта «Бумага» Krokin gallery. Москва.
- 2024, Галерея «Луч» представляет выставку картин «Из коллекции», КУБ
- 2024 ММОМА Московский музей современного искусства. выставка «Вещи и видения»
- 2024 Tales of Xenophobia Paris 31 Rue de Turenne 75003
- 2024 Cosmoscow ВЕЛЛУМ галерея. Тимирязев центр. Москва.
- 2024 «ЗОДЧЕСТВО». Спецпроект «КБ РУБИН» Гостинный двор. Москва.
- 2024 «Время Z» Дом писателей (СПб)
- 2024 «Наш! Путь на пользу» Выставочный зал «Атриум». Коломенское. Москва.

## Акции и перформансы
- 1990, «Лукоморье» (перформанс). («ЛМ»). Москва
- 1990, Проект кабельного телевидения. («ЛМ»). Москва
- 1990, Проект «Мастерская аудиовизуальных экспериментов». («ЛМ»). Свободная Академия, Москва
- 1991, «Мост» (перформанс. («ЛМ»). Крымский мост, Москва
- 1991, Участие в Международном видео-симпозиуме. Санкт-Петербург
- 1993, «Магазин». Магазин «Константин». Олимпийский комплекс, Москва
- 1994, «Бассейн „Москва“» (совместно с ассоциацией «Искусство конца века»). Бассейн «Москва», Москва
- 1994, «Художники против СПИДа». Клуб «Маяковский», Москва
- 1995, «Мороженое — Искусство» (выставка-акция). Московский хладокомбинат «Айс-Фили», Москва
- 1995, «Художники против секса». Ночной клуб «Манхэттен-Экспресс», Москва
- 1995, «Убит — необит — I». Птюч-клуб, Москва
- 1995, «Убит — необит — II». Птюч-клуб, Москва проект «Платиновый век. Мультимедиа в России» (совместно с К. Преображенским). Kunsthalle, Nurnberg; Академия изящных искусств, Берлин; Птючклуб, ОРТ, Москва
- 2001, «Первомай» ДК. «Есклимонт» Парижская область. Франция. (Куратор Бугаев Африка)
- 2003, Оформление первого съезда партии «Евразия». Свято-Данилов Монастырь, Москва.
- 2003, «Душа золота» . Сад Эрмитаж Театр «Сфера», Москва.

## Кураторские проекты
- Создатель клуба «КРАЙ» (1 апреля — 1 октября 1998)